# Ademar z Monteil
Ademar z Monteil (ur. ok. 1050, zm. 1 sierpnia 1098) – biskup Le Puy-en-Velay (od 1077 roku) – legat papieski przy I wyprawie krzyżowej. Wraz z hrabią Tuluzy, Rajmundem z Saint-Gilles, prowadził Prowansalczyków i wybrał drogę przez północne Włochy i Dalmację.
W młodości szkolony na rycerza, po objęciu biskupstwa udał się na pielgrzymkę do Ziemi Świętej. Po powrocie zaangażował się we wspieranie reformy kluniackiej dzięki czemu zyskał zaufanie papieża Urbana II. Podczas I krucjaty jego zdolności dyplomatyczne zażegnały niejeden konflikt. Zmarł w wyniku epidemii, która wybuchła w mieście krótko po zdobyciu Antiochii przez Krzyżowców.